# Килиманджаро (аэропорт)

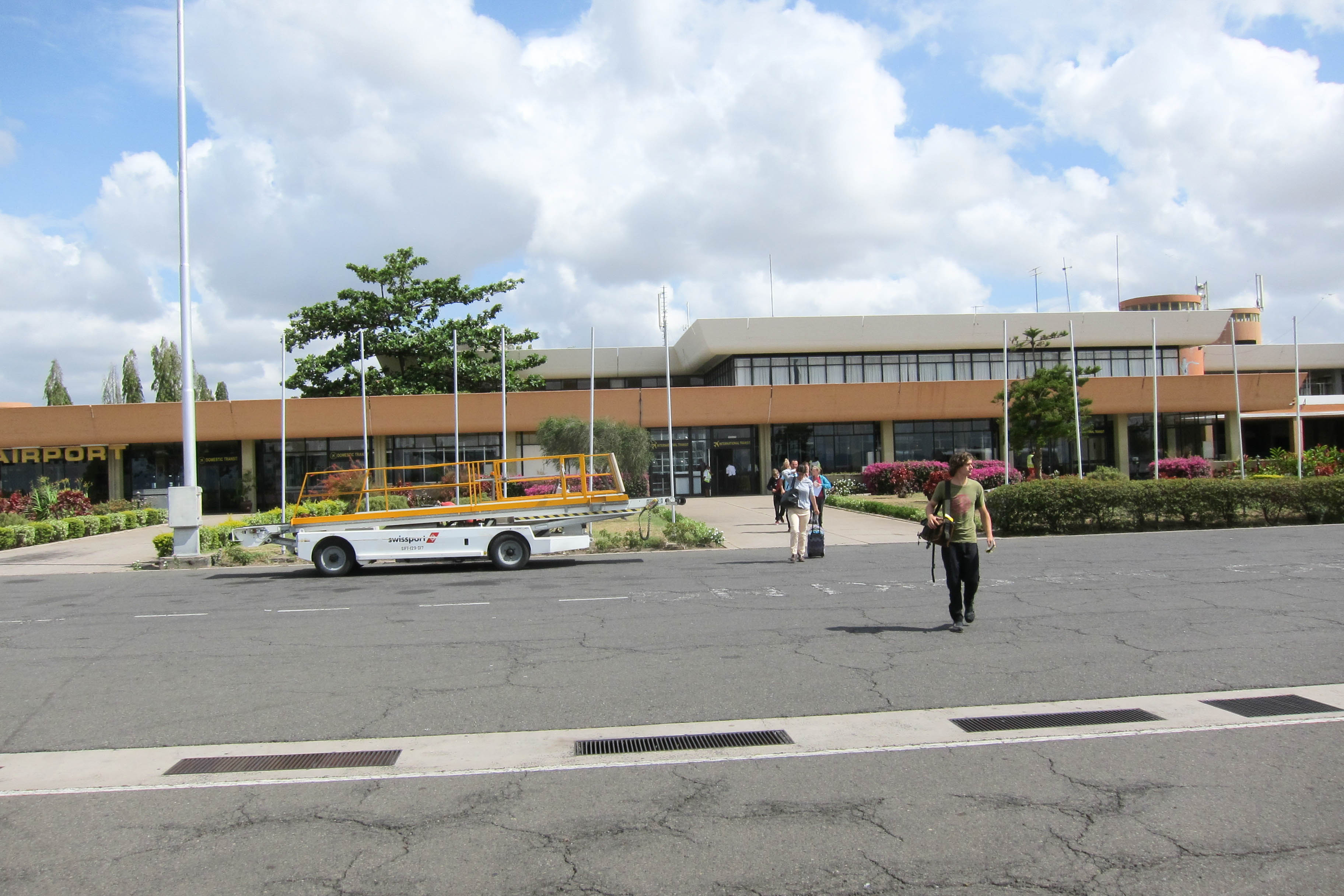
Здание терминала, 2014 год

Международный аэропорт Килиманджаро (ИАТА: JRO, ИКАО: HTKJ) — международный аэропорт на севере Танзании, обслуживающий города Аруша и Моши. Аэропорт играет важную роль в туристической индустрии региона, оказывая транспортные услуги туристам, путешествующим в Национальный парк гора Килиманджаро, Национальный парк Аруша, Национальный парк Тарангире, Национальный парк озера Маньяра, заповедник Нгоронгоро, национальный парк Серенгети и проч. Аэропорт называет себя «Воротами в дикое наследие Африки» (англ. Gateway to Africa’s Wildlife Heritage).

## Общая информация
Большинство зарубежных туристов также посещают национальные парки Танзании, побережье Индийского океана, острова, как, например, Занзибар, озеро Виктория — все они зависят в своих передвижениях от наличия транспорта, соединяющего эти места. Несмотря на свои малые размеры, аэропорт может принимать такие большие самолеты, как Boeing 747 и Ан-124. Аэропорт обслужил 665 147 пассажиров в 2012 году, это на 3,7 % больше, чем в 2011. Аэропорт обслужил 802 731 пассажиров в 2014 году, 45 % из которых были пассажиры международных рейсов, 38 % внутренних рейсов, 17 % пассажиров следовали транзитом.
19 февраля 2014 года правительства Танзании и Нидерландов подписали соглашение о реконструкции аэропорта, включая его перроны, рулевые дорожки и здание терминала. Общая стоимость проекта примерно €35,5 млн, из которых €15 млн выделяет правительство Нидерландов, а остальное — правительство Танзании. Уже завершенная к настоящему времени стадия дизайна и проектировки была полностью профинансирована Нидерландами. В ноябре 2015 года в аэропорту начались реконструкционные работы, целью которых является удвоение пропускной способности с настоящих 600 тыс. пассажиров до 1,2 млн пассажиров ежегодно. Работы проводит BAM International, это оценивается в 39,7 млн долл. США. Ожидается, что ремонтные работы будут завершены к маю 2017 года. BAM International — дочерняя компания нидерландской Royal BAM Group.

## История
Аэропорт Килиманджаро был открыт 2 декабря 1971 года, стоимость его постройки в те годы составляла 13 млн долл. США. Строительство финансировалось долгосрочным кредитом итальянского правительства. В 1998 году он стал первым африканским аэропортом, который был приватизирован. Сегодня он управляется Kilimanjaro Airport Development Company.

## Авиалинии и направления
Следующие авиакомпании совершают регулярные пассажирские и грузовые рейсы в международный аэропорт Килиманджаро.
Примечания:
1: Рейсы Condor из Килиманджаро во Франкфурт делают остановку в Момбасе. Однако, авиакомпания не имеет разрешения перевозить пассажиров только на участке от Килиманджаро до Момбасы.
2: Рейсы KLM из Килиманджаро в Амстердам делают остановку в Дар-эс-Саламе или Кигали. Однако, авиакомпания не имеет права перевозить пассажиров исключительно между этими двумя городами.
3: Рейсы Qatar Airways в Доху совершают посадку в Занзибаре. Однако, авиакомпания не имеет права перевозить пассажиров исключительно между Килиманджаро и Занзибаром.
4: Рейсы Turkish Airlines в Стамбул совершают посадку в Момбасе. Однако, авиакомпания не имеет права перевозить пассажиров только лишь между Килиманджаро и Момбасой.

## Галерея

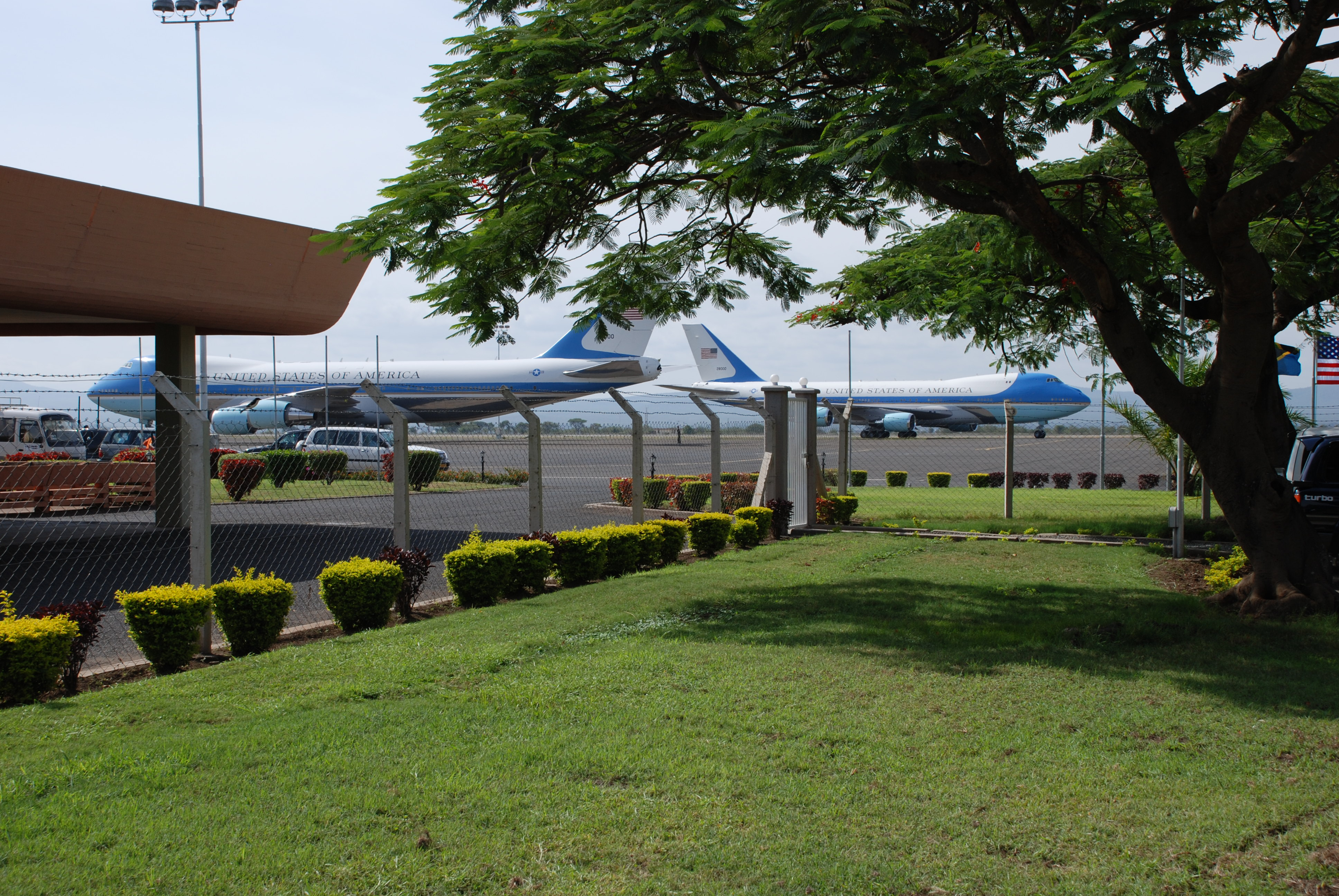
Два самолета президента США Boeing VC-25 в KIA
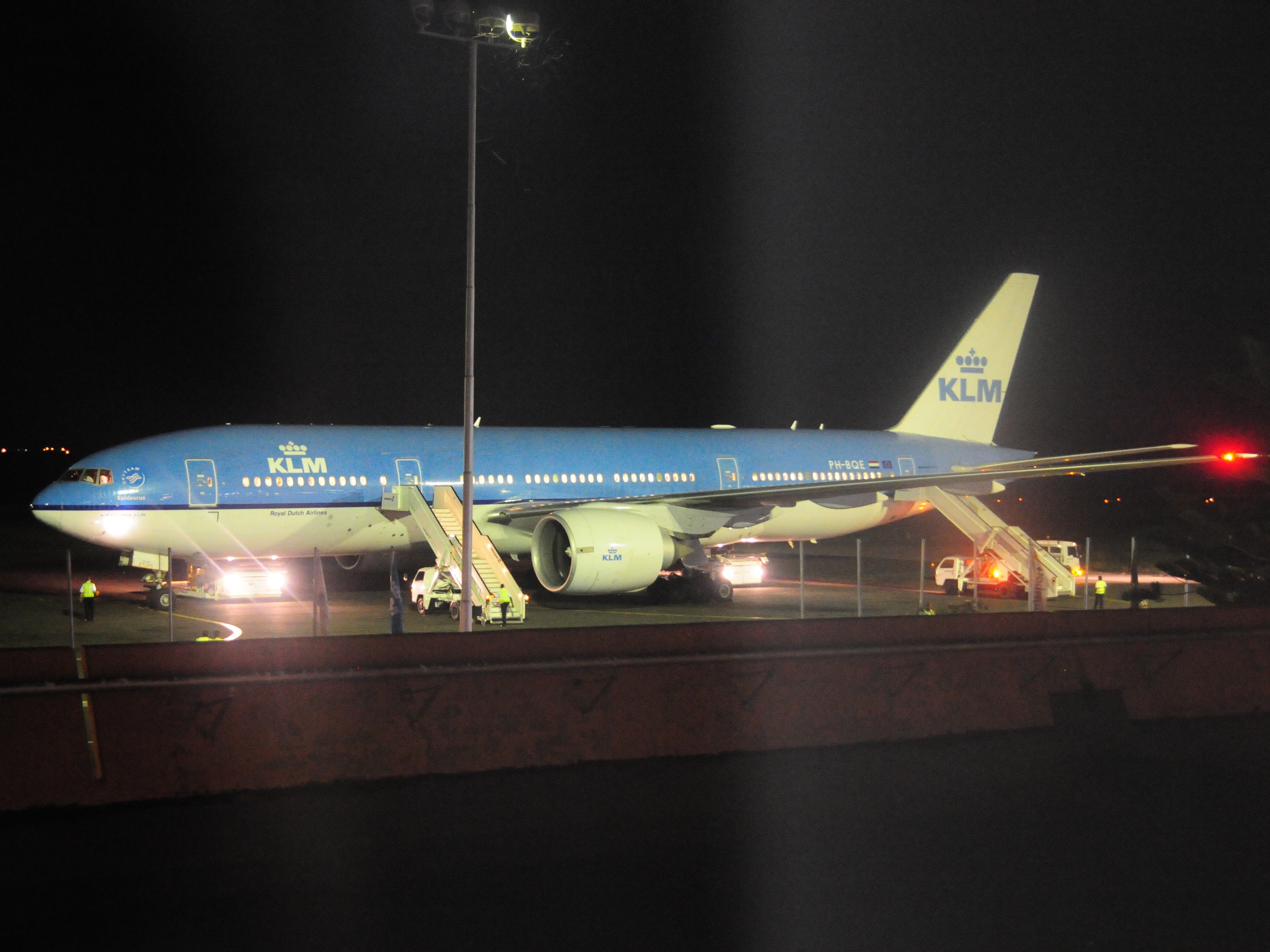
KLM Boeing 777 в KIA
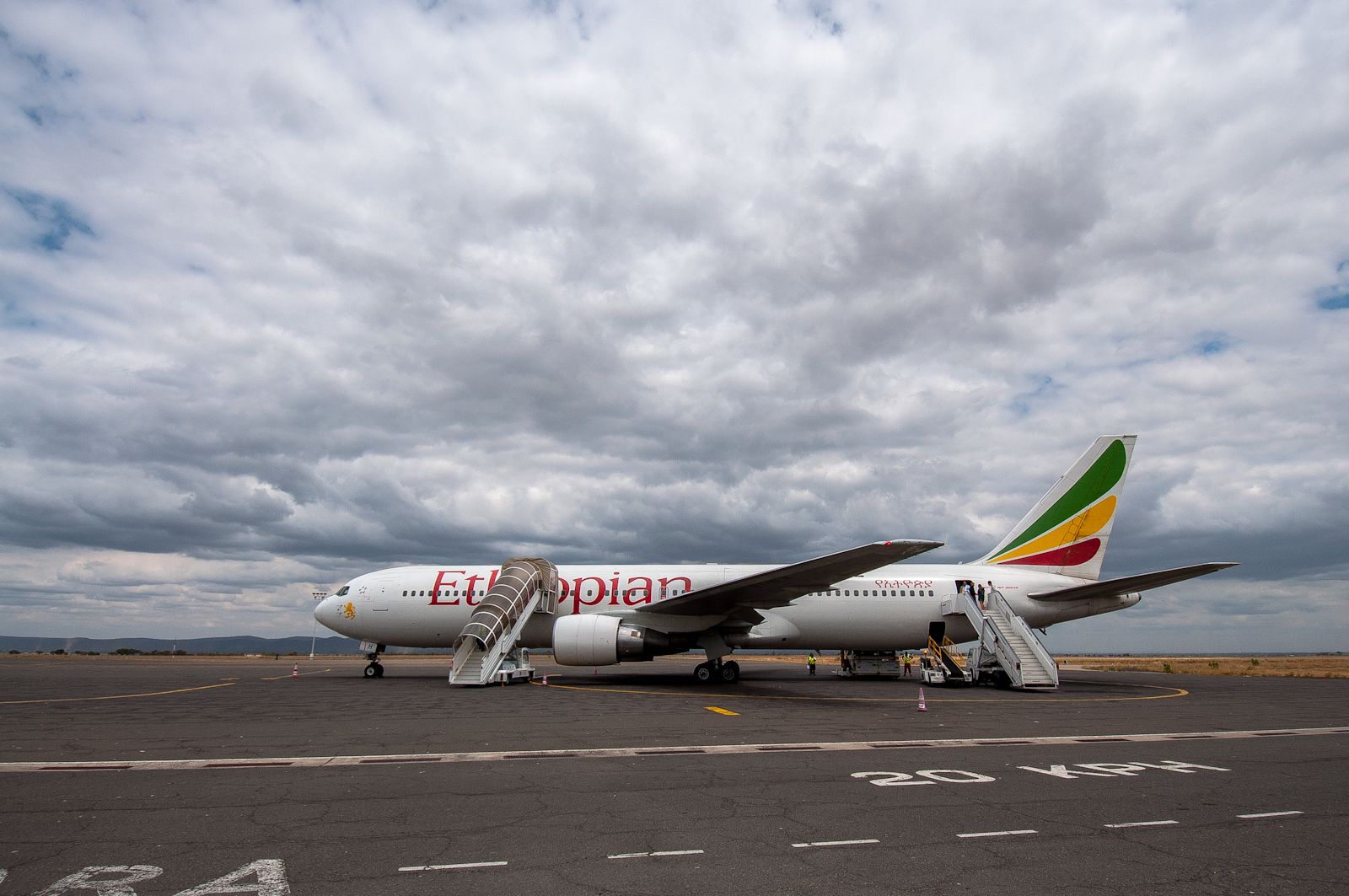
Ethiopian Airlines в KIA
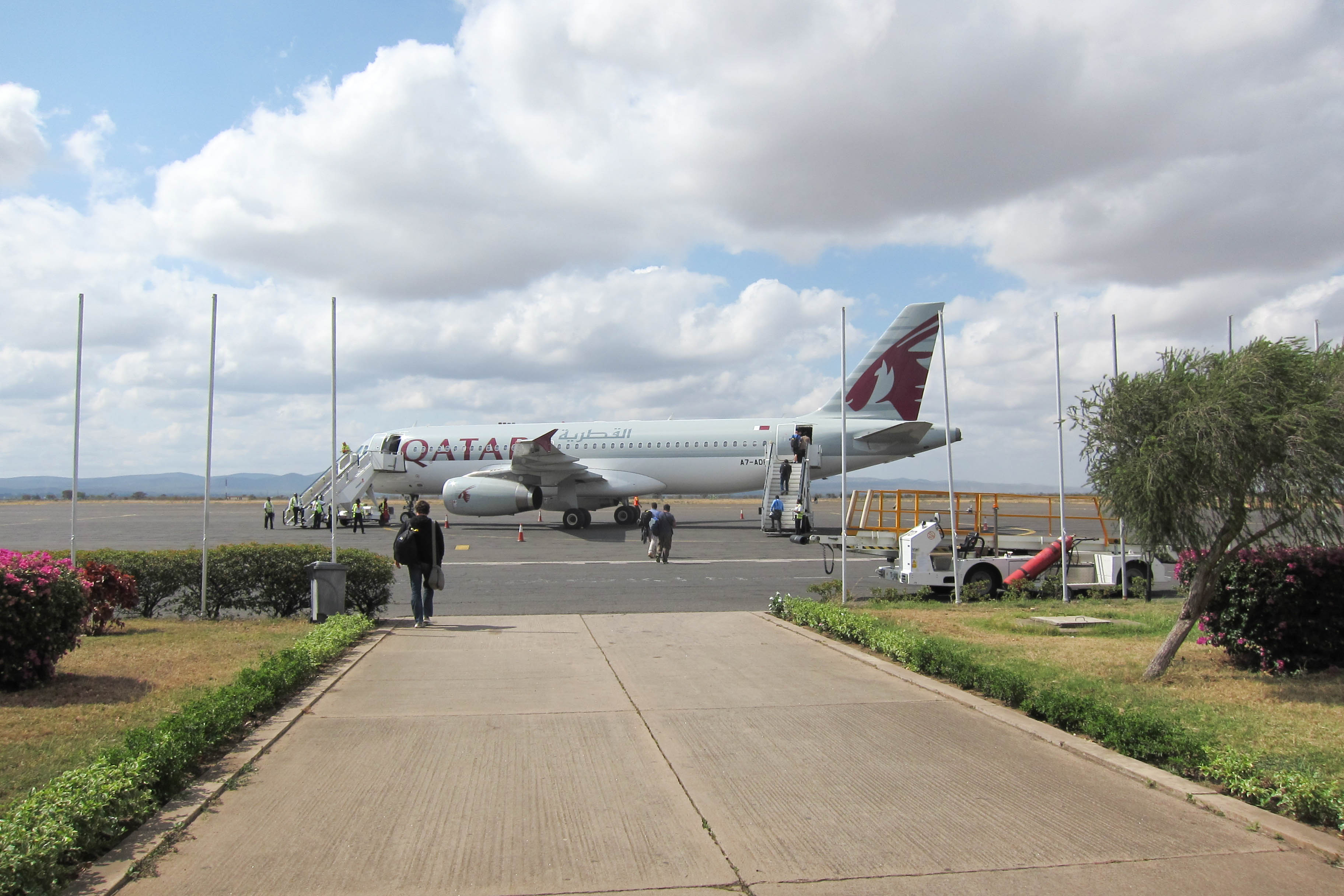
Qatar Airways в KIA
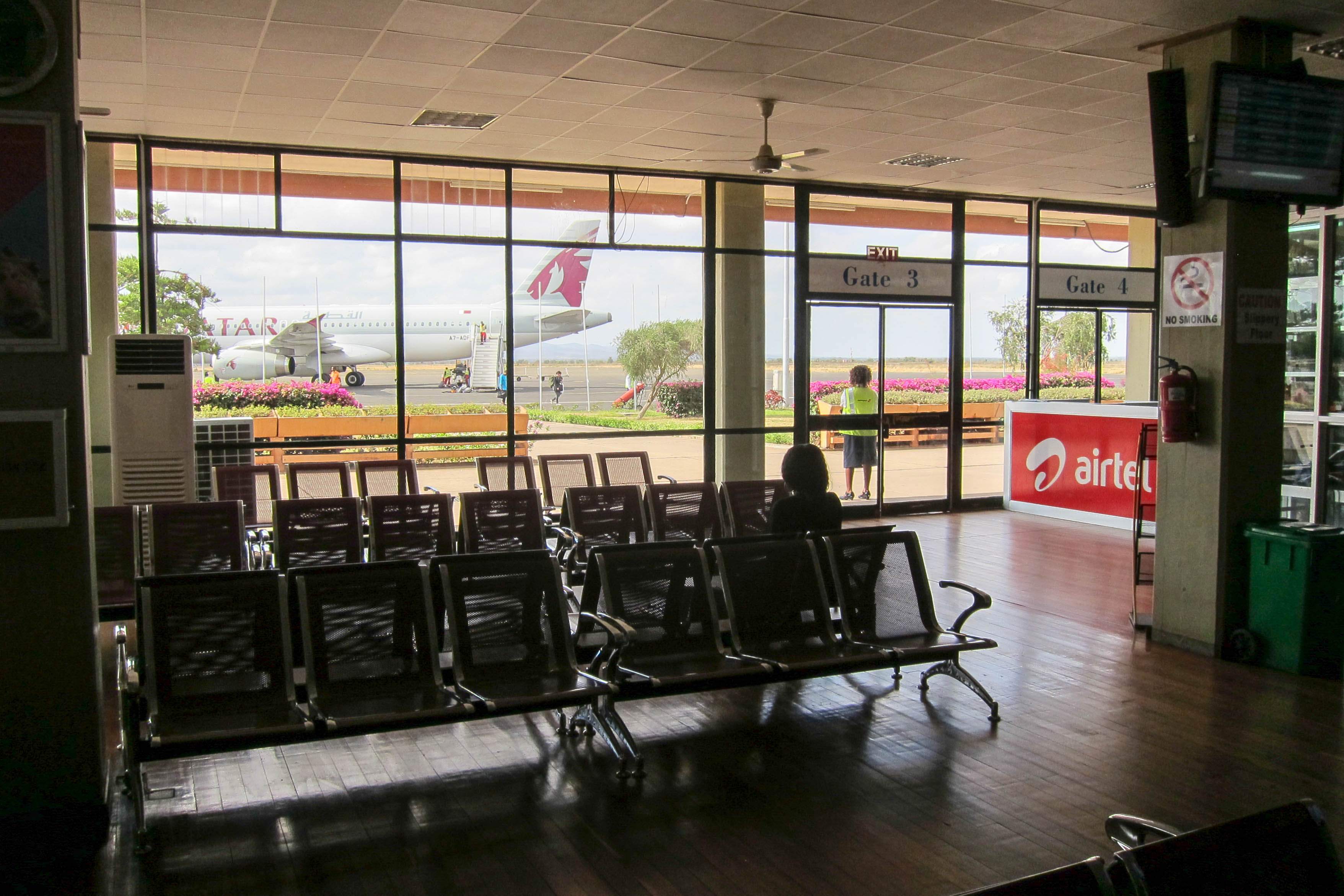
Выход на посадку
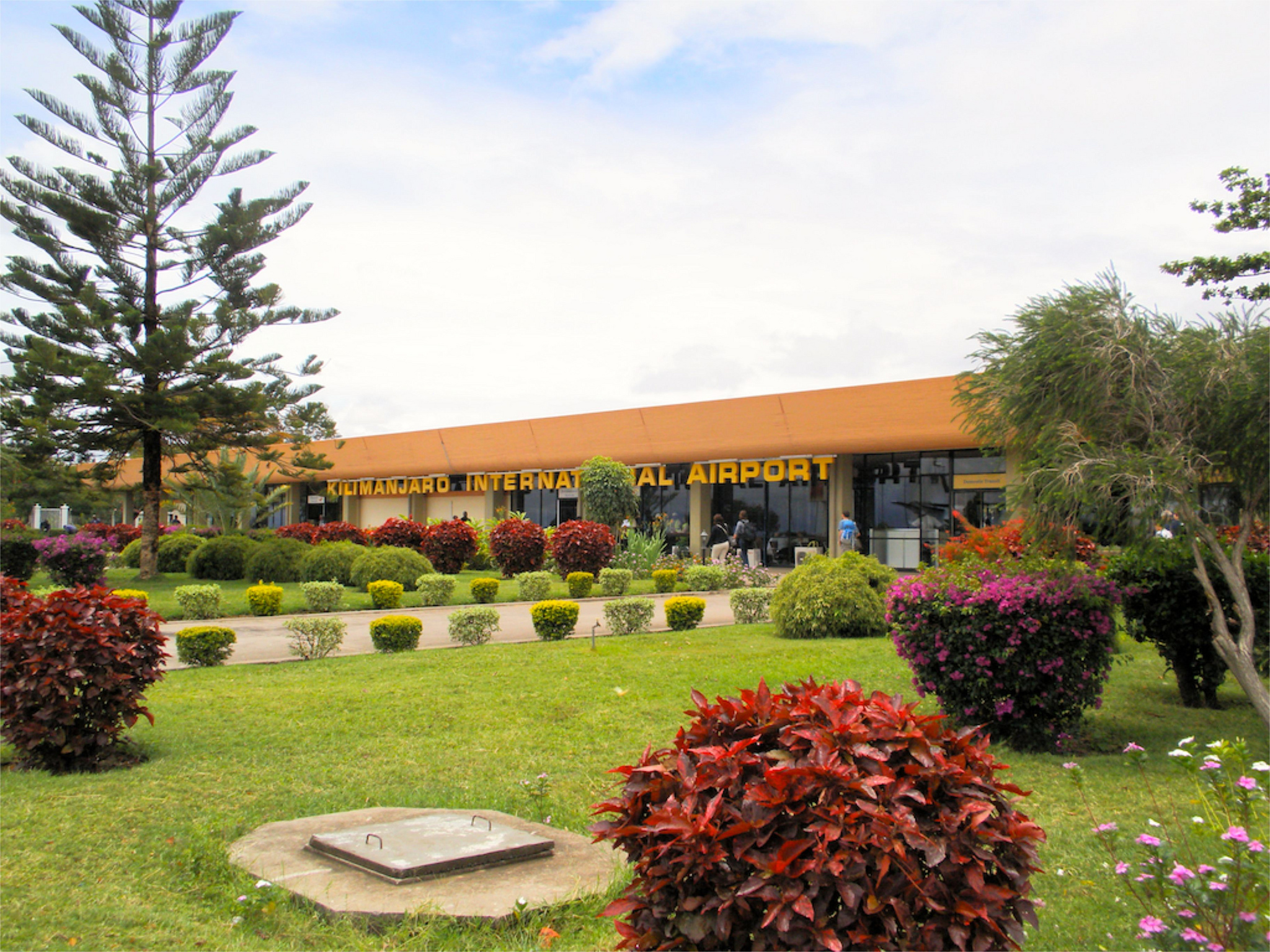
Здание терминала